# Scoparia annua
Scoparia annua là một loài thực vật có hoa trong họ Mã đề. Loài này được Cham. & Schltdl. miêu tả khoa học đầu tiên năm 1831.